# 悪魔がにくい
「悪魔がにくい」（あくまがにくい）は、1971年8月10日にミノルフォン音楽工業（現・徳間ジャパンコミュニケーションズ）から発売された平田隆夫とセルスターズのシングル。累計100万枚を超える大ヒット作となった。

## 解説
- 作詞・作曲はリーダーの平田隆夫。
- 発売当初はそれ程注目されていなかったが、発売から約4か月経ってからオリコントップ10以内に初登場した。6週後に1位を獲得し、5週連続で1位をキープし、その後も100位以内に33週ランクインを果たした[3]。
- 理由の一つに発売以降にジャケットのタイトル文字の見にくさが発覚し、新しくデザインしたジャケットで発売する際（レコード型番は同じものがそのまま使われた）に、音源を新たなものに差し替えたという戦略がある。新録音は旧録音に比べて太い音になり、女性の低音のボーカルが抑えられ、男性ボーカルが前面に出たもの。旧録音で失敗した間奏明けの手拍子も録り直されている[4]。

## 収録曲
1. 悪魔がにくい（3分16秒）
  - 作詞:平田隆夫 / 作曲:平田隆夫 / 編曲:土持城夫
2. 恋は悲しい物語（2分51秒）
  - 作詞:平田隆夫 / 作曲:平田隆夫 / 編曲:土持城夫

## カバーした歌手
- ジャッキー吉川とブルー・コメッツ
- 東京ドンバーズ（モト冬樹 & エド山口）（1995年2月22日、シングル）
- 白石涼子 & 三瓶由布子 - （2009年）アニメ『夏のあらし!』の挿入歌。『夏のあらし! キャラクターソングアルバム　歌声喫茶方舟』に収録。
- CROWLEY (日本のヘビーメタル・バンド）- (2021年12月22日、ミニ・アルバム『悪魔がにくい』 に収録